# Třetí vláda Konrada Adenauera
Třetí vláda Konrada Adenauera byla vláda SRN v období Západního Německa, působila od 29. října 1957 do 14. listopadu 1961. Byla zformována po federálních volbách v roce 1957. Tvořila ji koalice liberálně konzervativní křesťanskodemokratické CDU/CSU a národně konzervativní DP.

## Seznam členů vlády
| Portfej                                           | Ministr                                    | Strana | Strana                                    |
| ------------------------------------------------- | ------------------------------------------ | ------ | ----------------------------------------- |
| Spolkový kancléř                                  | Konrad Adenauer                            |        | CDU                                       |
| Zástupce spolkového kancléře                      | Ludwig Erhard                              |        | CDU                                       |
| Ministr zahraničních věcí                         | Heinrich von Brentano do 30. října 1961    |        | CDU                                       |
| Ministr vnitra                                    | Gerhard Schröder                           |        | CDU                                       |
| Ministr spravedlnosti                             | Fritz Schäffer                             |        | CSU                                       |
| Ministr financí                                   | Franz Etzel                                |        | CDU                                       |
| Ministr hospodářství                              | Ludwig Erhard                              |        | CDU                                       |
| Ministr výživy, zemědělství a lesů                | Heinrich Lübke do 15. září 1959            |        | CDU                                       |
| Ministr výživy, zemědělství a lesů                | Werner Schwarz od 30. září 1959            |        | CDU                                       |
| Ministr práce a sociálních věcí                   | Theodor Blank                              |        | CDU                                       |
| Ministr obrany                                    | Franz Josef Strauß                         |        | CSU                                       |
| Ministr dopravy                                   | Hans-Christoph Seebohm                     |        | DP (do 1. července 1960, od 20. září CDU) |
| Ministr pošt a spojů                              | Richard Stücklen                           |        | CSU                                       |
| Ministr bytové výstavby                           | Paul Lücke                                 |        | CDU                                       |
| Ministr pro odsunuté, uprchlíky a zasažené válkou | Theodor Oberländer do 4. května 1960       |        | CDU                                       |
| Ministr pro odsunuté, uprchlíky a zasažené válkou | Hans-Joachim von Merkatz od 27. října 1960 |        | CDU                                       |
| Ministr pro celoněmeckou problematiku             | Ernst Lemmer                               |        | CDU                                       |
| Ministr pro záležitosti Spolkové rady a zemí      | Hans-Joachim von Merkatz                   |        | DP (do 1. července 1960, od 20. září CDU) |
| Ministr pro atomovou energii a vodohospodářství   | Siegfried Balke                            |        | CSU                                       |
| Ministr pro záležitosti rodiny a mládeže          | Franz-Josef Wuermeling                     |        | CDU                                       |
| Ministr pro spolkový hospodářský majetek          | Hermann Lindrath do 27. února 1960         |        | CDU                                       |
| Ministr pro spolkový hospodářský majetek          | Hans Wilhelmi od 12. dubna 1960            |        | CDU                                       |